# Thalassophilus
Thalassophilus is een geslacht van kevers uit de familie van de loopkevers (Carabidae). De wetenschappelijke naam van het geslacht is voor het eerst geldig gepubliceerd in 1854 door Wollaston.

## Soorten
Het geslacht Thalassophilus omvat de volgende soorten:
- Thalassophilus azoricus Oromi et Borges, 1991
- Thalassophilus breuili Jeannel, 1926
- Thalassophilus caecus Jeannel, 1938
- Thalassophilus longicornis Sturm, 1825
- Thalassophilus pieperi Erbar, 1990
- Thalassophilus subterraneus Machado, 1989
- Thalassophilus whitei Wollaston, 1854